# Јован IX Јерусалимски
Јован IX Јерусалимски Ιωαννης Θ΄ Ιεροσολυμων - јерусалимски патријарх у периоду од 1156/1157-1166. Јован је столовао у периоду после Првог крсташког рата, када је између 1098. и 1187. године у Јерусалиму постојала само Латинска патријаршија. О православним патријарсима овог времена зна се врло мало. Један од ретких поузданих података о Јовану IX јесте његово учешће на сабору против постављеног антиохијског патријарха Сотириха Пантевгена маја 1157. године.
Прву студију посебно посвећену овом патријарху предузео је 1973. Бенедикт Енглезакис, који је открио раније необјављен типик манастира Јована Златоустог у Куцовендису (северни део острва Кипар). Под 24. априлом помиње извесног Јована Златоустог, кога је Енглезакис идентификовао као Јована IX Јерусалимског. Питер Планк га је 1994. поистоветио са Џоном Меркопулом, аутором двоструког живота Јована Дамаскина и Козме Мелодисте. Исти истраживач је открио рукопис из 13. века који садржи збирку епиграма, од којих се 7 односи на Јована IX и расветљава неке фазе његовог живота. У свим овим песмама Јован се помиње као аутор одређених уметничких дела; истовремено, због традиције тог времена, означавање Јована као њиховог „творца“ означава пре чувара него уметника. Према епиграму 7, Јован је примио монашки чин у палестинском манастиру Саве Освећеног, што није у супротности са хипотезом о ауторству житија Дамаскина и Мелодиста, који су тамо били монаси. Из другог епиграма се сазнаје да је у Цариграду обављао не само дужност титуларног патријарха јерусалимског, већ је био и игуман манастира Светог Диомеда, који се налазио у митрополитском предграђу Јерусалима (на месту јужног дела г. тврђава Једикуле).
Лав Алатије помиње Јованово дело о опходу Светог Духа. Јованово резоновање о три разлога против бесквасног хлеба објавио је 1698. јерусалимски патријарх Доситеј II у расправи „Τομος Αγαπης: Κατα Λατινων“.